# Tuchulcha

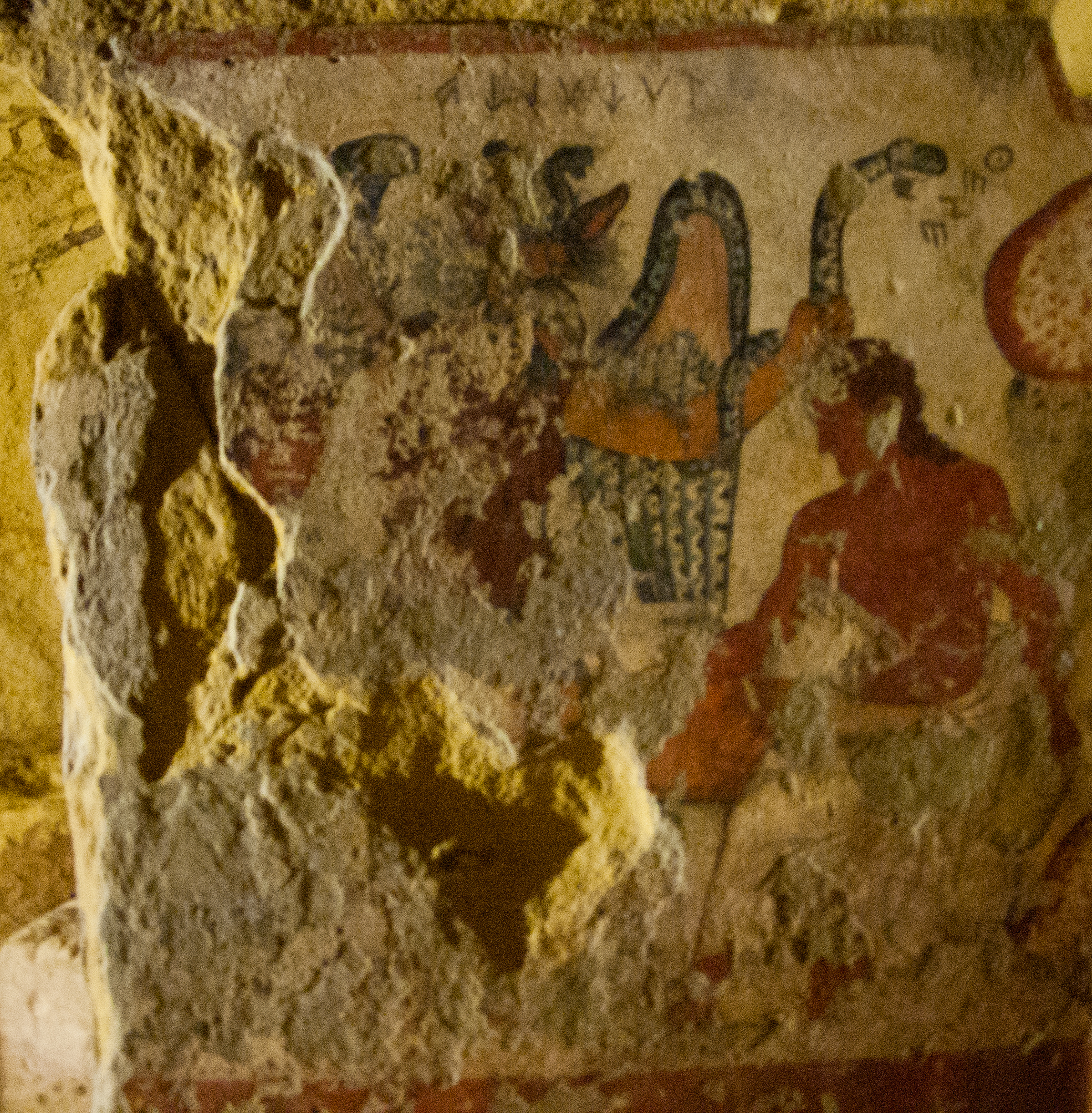
Potwór Tuchulcha oraz heros Oese (Tezeusz) grają w grę planszową

Tuchulcha – w wierzeniach etruskich, potwór o dziobie orła i uszach osła, który zamiast włosów ma na głowie węże. 
Społeczność uczonych odnosi się do potwora jako do mężczyzny ze względu na zwierzęcą twarz i zarost, który może przypominać brodę. Nancy de Grummond mówił, że bóstwo może być płci przeciwnej. Twierdził, że nosi kobiecą suknię, ma blado różową skórę oraz wydaje się, że ma piersi. Badacze Emeline Hill Richardson, Graeme Barker i Tom Rasmussen również popierają teorię Nancy'ego. Wielu naukowców uważa jednak, że Tuchulcha miał/a na sobie chiton ubierany w tamtych czasach przez obie płcie. 
Jedyny zidentyfikowany wizerunek Tuchulchy znajduje się w grobowcu Orcusa II w wykopaliskach w Tarquinie.